# Morgane Ortin
Morgane Ortin est une écrivaine, chroniqueuse et éditrice française née le 12 février 1991 à Martigues.

## Biographie

### Jeunesse et études
Morgane Ortin est née à Martigues, dans les Bouches-du-Rhône. Ses parents divorcent lorsqu'elle a trois ans. Elle est élevée par sa mère, personnel au sol chez Air France et grande lectrice d'Arthur Schopenhauer. Sa tante lui fait découvrir les romans de Marguerite Duras. Elle découvre le genre épistolaire à travers les lettres de Franz Kafka à Milena Jesenská dont l'authenticité la bouleverse.
Morgane Ortin étudie les lettres, une année en hypokhâgne, puis un master en lettres modernes et un diplôme en management culturel à la Sorbonne Université à Paris.
En 2012, elle intègre la maison d'édition numérique Des Lettres, spécialisée dans la publication de la correspondance des grands écrivains et y devient directrice éditoriale,.

### Amours solitaires
Morgane Ortin crée en février 2017 le compte Instagram Amours solitaires, sur lequel elle recueille les messages amoureux échangés par SMS. Son premier livre Amours solitaires sort en librairie le 31 octobre 2018 aux éditions Albin Michel.

#### Compte Instagram
L'objet de ce compte Instagram était de conserver ses propres messages amoureux et de les partager avec sa communauté grandissante. Voyant le succès de ce nouveau compte, elle se met à récolter des messages dont elle n’est pas la destinataire. Elle crée ainsi un site internet du même nom, où chacun est libre de déposer ses messages. Morgane Ortin en sélectionne tous les jours quelques uns afin de les partager avec sa communauté.

#### Livres
Morgane Ortin récolte sur son site internet environ neuf-cents messages d'amour par jour, déposés sur sa plateforme par des internautes. Certains de ces messages ont servi à la confection de deux romans épistolaires intitulées Amours solitaires. Le premier tome est sorti le 31 octobre 2018 aux éditions Albin Michel. Ce dernier se compose de 278 messages mis bout-à-bout afin de créer une histoire entre deux individus fictifs.

#### Série
Cette histoire partagée au sein des deux romans épistolaires Amours solitaires a donné lieu à la production d’une série portant le même nom. Cette websérie a été fondée sur les mêmes principes que ceux ayant produit les romans. Celle-ci a été réalisée par Xavier Reim, scénarisée par Joris Goulenok et produite par Milgram, en co-production avec ARTE, France Télévisions, INA, Radio France, France Media monde et TV5 Monde. La websérie Amours solitaires peut être visionnée sur YouTube et sur Arte depuis le 11 avril 2020.

## Publications
- Morgane Ortin, Amours solitaires, Albin Michel, 2018 (ISBN 978-2-226-43921-5 et 2-226-43921-8, OCLC 1078656030, présentation en ligne)
- Morgane Ortin, Amours solitaires : une petite éternité, Albin Michel, 2019 (ISBN 978-2-226-44588-9 et 2-226-44588-9, OCLC 1140365380, présentation en ligne)
- Morgane Ortin, Le secret, Albin Michel, 2021 (ISBN 978-2-226-46776-8)
- Morgane Ortin, Toutes les lettres ne sont pas des lettres d'amour, Éditions Leduc, 2022 (ISBN 979-1-028-52315-2)
- Morgane Ortin, La chambre sans murs, Nami, 2023 (ISBN 978-2-493-81612-2)